# Fluda perdita
Fluda perdita är en spindelart som först beskrevs av George William Peckham och Elizabeth Maria Gifford Peckham 1892.  Fluda perdita ingår i släktet Fluda och familjen hoppspindlar. Inga underarter finns listade i Catalogue of Life.